# Österreichische Wehrzeitung
Die Österreichische Wehrzeitung war eine wöchentlich erscheinende österreichische Militärzeitung, die zwischen 10. Jänner 1920 und 27. Mai 1938 in Wien erschien. Sie ging aus Danzers Armee-Zeitung und der Militär Sozialen Rundschau hervor. Sie war das Organ des Österreichischen Offiziersverbandes. Anfangs den wirtschaftlichen Interessen der Berufsgagisten verpflichtet, stand in weiteren Jahren die Kameradschaftspflege im Zentrum. Nach dem „Anschluss“ wurde sie zunächst dem Kyffhäuserbund eingegliedert und nach wenigen Wochen eingestellt.

## Geschichte
Die Gründung der Österreichischen Wehrzeitung erfolgte 1920 durch Friedrich Kollarz und Edmund von Glaise. Als erster Herausgeber fungierte Emil Fey. 1923–24 Wilhelm Lamberg, 1925 Viktor Eberle. 1926 übernahm Egon von Lauppert die Herausgeberschaft und Chefredaktion. Er baute das Blatt bis zur Einstellung im Jahre 1938 zu einem führenden Organ aus.